# Efraín Flores
Efraín Flores Mercado (ur. 6 lutego 1958 w Juchipila) – meksykański trener piłkarski.
Jest ojcem bramkarza Cristiana Floresa, zwycięzcy Mistrzostw Świata U-17.
Pierwszym klubem prowadzonym przez Floresa był Atlas z siedzibą w Guadalajarze. 37-letni wówczas trener objął stanowisko tymczasowe, które sprawował od lutego do czerwca 1995. W roli szkoleniowca powracał do Atlasu w latach 1996–1997 oraz w roku 2001. Poprowadził także w 6 meczach pierwszoligowy Club León. W 2007 roku, po 5 latach przerwy od trenowania, został menadżerem Chivas. Podczas pracy w tej drużynie wyróżniono go tytułem najlepszego trenera ligowego w sezonie Clausura 2008. 23 marca 2009 został zwolniony z klubu po trzech porażkach z rzędu, ale już tydzień później otrzymał posadę szkoleniowca juniorów Chivas. Dodatkowo w lipcu tegoż roku został nowym dyrektorem sportowym klubu. 27 lipca 2010, wspólnie z Enrique Mezą, objął funkcję tymczasowego selekcjonera reprezentacji Meksyku. Pod kierownictwem Floresa Meksyk zanotował porażkę z Ekwadorem, zwycięstwo z Kolumbią oraz remis z Wenezuelą. 18 października zastąpił go José Manuel de la Torre. 8 marca 2011 został oficjalnie zaprezentowany jako nowy szkoleniowiec CF Pachuca, zastępując na tym stanowisku Argentyńczyka Pablo Mariniego. Odszedł ze stanowiska 9 maja 2012 po osiągnięciu ze swoją drużyną bilansu 17 zwycięstw, 15 remisów i 14 porażek.